# Star Wars Kid
Star Wars Kid – amatorski film Ghyslaina Razy, który zdobył ogromną popularność w Internecie.
8 listopada 2002 r. piętnastoletni wówczas, uczeń kanadyjskiego liceum nagrał siebie, w szkolnym studiu, wymachującego przyrządem do zbierania piłek do golfa, naśladując jednego z bohaterów Gwiezdnych wojen, części I: Mrocznego widma – Dartha Maula, walczącego mieczem świetlnym. 19 kwietnia 2003 roku jeden z kolegów Ghyslaina znalazł kasetę z nagraniem pozostawioną na kilka miesięcy w szkolnym schowku i umieścił nagranie w sieci p2p Kazaa.
Stamtąd film momentalnie rozprzestrzenił się na wiele stron internetowych, sieci eMule, BitTorrent i inne. Powstało wiele jego przeróbek i modyfikacji.
Autor filmu był szykanowany przez rówieśników po opublikowaniu nagrania w internecie, z powodu negatywnych skutków udostępnienia filmu pozostawał pod opieką psychiatryczną, jego rodzina zażądała od czterech kolegów autora odszkodowania w wysokości dwustu pięćdziesięciu tysięcy dolarów kanadyjskich. Do rozprawy nie doszło, gdyż strony zawarły porozumienie poza sądem.